# Багаторічні рослини
Багаторічні рослини (багаторічники) — рослини, що живуть понад два роки. Багаторічні рослини можуть бути як трав'янистими, так і дерев'янистими. Трав'янистими багаторічними рослинами називають багаторічні рослини, наземні частини яких не дерев'яніють, як це відбувається у дерев і кущів, а дерев'янистими;— решту багаторічних рослин. Тоді як дерева і кущі завжди багаторічні, трав'янисті рослини можуть також бути однорічними та дворічними.

## Характеристика
Переважна більшість багаторічних рослин;— полікарпні рослини (багатоплідні), тобто квітнуть і плодоносять регулярно (зазвичай щороку) протягом періоду статевої зрілості. Невелика кількість багаторічних рослин, такі як бамбук, агава і лопух великий (Arctium lappa) —  монокарпні рослини (одноплідні), тобто квітнуть і плодоносять лише один раз на останньому році життя.
За умови теплішого і м'якшого клімату трав'янисті багаторічні рослини ростуть безперервно, а при помірнішому кліматі їх зростання обмежене теплою порою року. Якщо в холодну пору року листя багаторічної рослини відмирає, то такі рослини називають листопадними. У таких рослин нове листя з'являється з вже наявного стебла. На багатьох територіях сезонність виражається не в теплих і холодних періодах, а в сухих і вологих. У випадку, якщо листя багаторічної рослини тримається цілий рік, рослина називається вічнозеленою рослиною. Завдяки добре розвиненій кореневій системі, трав'янисті багаторічні рослини стійкіші до лісових пожеж. Вони також легше переносять низькі температури й менш чутливі до інших несприятливих умов, ніж дерева і кущі.
Трав'янисті багаторічні рослини домінують в багатьох екосистемах на суші та в прісній воді, але лише небагато видів відомо на морському мілководді (наприклад, зостера). Особливо помітно їх домінування в екосистемах, що часто потерпають від пожеж,— степах і преріях. Їх також багато в тундрі, дуже холодній для дерев. У лісах трав'янисті багаторічні рослини часто утворюють лісову підстилку.
Багаторічні рослини в порівнянні з однорічними легше пристосовуються до ґрунтів бідних на ресурси. Це відбувається через краще розвинену кореневу систему, яка глибше проникає в ґрунт, щоб дістати доступ до води та поживних речовин, і ранішу появу весною.

## Вирощування багаторічних рослин за однорічною схемою
Тоді як більшості багаторічних рослин потрібно кілька років, щоб почати плодоносити, деякі рослини, багаторічні у тропіках, встигають дати насіння вже протягом першого року життя. Такі рослини (наприклад, бавовник і помідор) зазвичай можуть вирощуватися і в помірному кліматі та у городництві часто вважаються однорічними. 
Деякі багаторічні рослини здатні відновлювати втрачену в умовах зими помірного поясну надземну частину, інші - ні.
Саме тому перець, баклажан в помірному кліматі у відкритому ґрунті не зимують, а здавалось би "зовсім екзотичні" артишок, гімалайський банан при старанному укритті мають деякі шанси, бо навесні випускають пагони від кореня.

## Приклади
Прикладами вічнозелених трав'янистих багаторічних рослин можна назвати бегонію і банан, листопадних трав'янистих багаторічних рослин — золотарник звичайний (Solidago virgaurea) і м'яту, групу бобових і злакових.
Через значне накопичення рослинної маси багаторічні рослини мають велике кормове та агротехнічне значення. Багаторічні кімнатні рослини — фуксія, рипсалідопсис, зігокактус, абутилон, спатифілум, зантедесхія, алое, каланхое, хлорофітум тощо.